# Gunungapi Wetar
Gunungapi Wetar je menší ostrov vulkanického původu, ležící v centrální části Bandského moře u Indonésie. Ostrov je vrchol masivní podmořské sopky, jejíž základna spočívá ve hloubce 5 km. Nad hladinou se nachází pouze malá vrcholová část, dosahující nadmořské výšky 282 m. V jejím kráteru je v současnosti nečinný sypaný kužel. V geologické historii sopky jsou zaznamenané dvě explozivní erupce z let 1512 a 1699.